# Aszalai János
Aszalai János (egyes forrásokban Aszalay, eredeti nevén Szabó János; Aszaló, 1769. január 25. – Graz, 1796. október 12.) magyar író, műfordító, tanító és nevelő. Németről magyarra fordította Gotthold Ephraim Lessing meséit, Peter Villaume Logika című művét, illetve több színpadi művet. Tanítóként dolgozott Kazinczy Ferenc, majd Kubinyi Ferenc családjánál. A magyar jakobinusok perének egyik vádlottja volt, a börtönben halt meg.

## Élete és munkássága
Szabó János néven született 1769. január 25-én Aszaló falujában. Fiatalkorában tanuló volt Sárospatakon. Ez idő alatt házi tanítóként dolgozott Kazinczy Ferenc író, költő családjánál; 1785 és 1786 között két öccsét, Kazinczy Józsefet és Miklóst tanította Sárospatakon, majd Kassa városában. Kazinczy Ferencnek a javaslatára családnevét az eredeti Szabóról Aszalaira változtatta meg. Később szintén tanítóként dolgozott a sárospataki normális iskolában Kazinczy inspektorsága alatt. Miután ezt a hivatalát elvesztette, Kubinyi Ferenc (1796–1874) paleontológus családjánál volt nevelő.
A magyar jakobinusok perében megvádolták és letartóztatták. 1794-ben fogták el. A Királyi Tábla öt év, a Hétszemélyes Tábla pedig három év börtönítéletet szabott ki rá. Végül ötévi fegyházra ítélték. A grazi börtönben vesztette életét 1796. október 12-én, mindössze huszonhét éves korában. Kazinczy Ferenc 1804 novembere utáni keltezéssel emlékezést írt róla Aszalai János’ (megholt Gréczi fogságában 1796. Octob. 12d.) keze-írása cím alatt.
Műfordítói munkássága is jelentős volt. Kazinczy Ferenc szerint „nem született nemes szűléktől, ’s így nem lévén kinézése nevezetes polczokra, ’s mivel Jósefnek uralkodása alatt a’ német nyelvre volt szükség, nem a’ deákra, egyedűl a’ német nyelv’ tanúlásának feküdt, ’s így az iskolai tanúlásban nagyon hátra maradt.” Első lefordított meséjét a Magyar Hírmondó című folyóirat A’ Po’sonyi Magyar Múzsa című melléklapjában közölte le 1788-ban. A műfordítás Christian Fürchtegott Gellert Der gute Rath című meséjéből származik, és Jó tanáts-adás Gellertből címmel jelent meg. Ezután több mesefordítását jelentette meg a Kazinczy Ferenc kiadásában megjelenő Orpheus című kassai irodalmi folyóiratban. Ezeknek legtöbbje Gotthold Ephraim Lessing (1729–1781) német drámaíró műveiből származik. Ezen fordításait Bécsben,  Hummel Dávid nyomdájában egykötetes nyomtatott kötetben is megjelentette 1973-ban Lesszingnek meséi három könyvben címmel. Lefordította Peter Villaume Logika című munkáját is, ez a műve viszont kéziratban maradt.
Németből több vígjátékot is lefordított, ezeket több alkalommal színpadon is bemutatták. Ennek ellenére valamennyi színpadi munkája kéziratban maradt. Ludvig Holberg norvég-dán író Den Politiske Kandestøber címet viselő, 1922-ben kiadott ötfelvonásos komédiáját németből fordította, és a Politikus csizmadia címet adta neki. A darabot először 1793. április 3-án mutatták be Pesten, majd abban az évben még négyszer játszották; később 1794-ben, illetve 1808 és 1814 között többször is színpadra vitték, 1814-ben Székesfehérváron is. Johann Rautenstrauch osztrák drámaíró Der Jurist und der Bauer című 1773-as, kétfelvonásos vígjátékát Aszalai fordításában Pesten játszották 1794. november 26-án. Továbbá az ő fordításában többször is színre került Goldsmith-Schröder Minden lépés egy botlás című öt felvonásból álló komédiája is. A darabot 1794 és 1814 között többször is bemutatták, egyike volt az akkoriban legtöbbet játszott daraboknak. 1807-ben címét megváltoztatták Bohó Misi de Hájas, vagy minden lépés egy botlásra, ezzel a címmel adták 1813–14-ben Székesfehérváron, 1833-ban Budán, majd 1835-ben Esztergomban. Minden lében kanál című ötfelvonásos vígjátékát Mókus címmel többször is előadták Pesten 1795–1814-ben.

## Munkái
- Lesszingnek meséi három könyvben. Gotthold Ephraim Lessing, fordította Aszalay János, átdolgozta és kiadta Kazinczy Ferenc. Bécs: Hummel Dávid, 1793.
- Logika – kézirat. Peter Villaume, fordította Aszalai János.
- Politikus csizmadia – vígjáték öt felvonásban, kézirat. Ludvig Holberg, fordította Aszalai János.
- Prókátor és paraszt – vígjáték két felvonásban, kézirat. Johann Rautenstrauch, fordította Aszalai János.
- Minden lépés egy botlás – vígjáték két felvonásban, kézirat. Goldsmith-Schröder, fordította Aszalai János. Címváltozat: Bohó Misi de Hájas, vagy minden lépés egy botlás.
- Minden lében kanál – vígjáték két felvonásban, kézirat.  Címváltozat: Mókus.